# Domenico Galli
Domenico Galli, est un homme politique italien du XIXe siècle, député de la province de Nice au Parlement de Turin et syndic de la ville de Nice.

## Biographie
Licencié en droit, avocat, libéral,  Domenico Galli est élu dans le deuxième collège de Nice Maritime au cours des 1re, 2e, 3e et 4e législatures.
En 1851, il défend les franchises du port de Nice et est également syndic (maire) de Nice de 1848 à 1853.